# فینال جام حذفی فوتبال اسپانیا ۲۰۲۳
فینال کوپا دل ری ۲۰۲۳ یک مسابقه فوتبال بود که برنده کوپا دل ری ۲۳–۲۰۲۲، صد و بیست و یکمین دوره جام اولیه فوتبال اسپانیا را تعیین کرد. این بازی در ۶ مه ۲۰۲۳ در ورزشگاه د لا کارتوجا در سویا بین رئال مادرید و اوساسونا برگزار شد.
رئال مادرید اولین بازی فینال خود را از سال ۲۰۱۴ انجام داد و ۱۹ بار قهرمان این جام شد. اوساسونا با شکست در سال ۲۰۰۵ برای دومین بار در فینال کوپا دل ری در تاریخ حضور داشت.
رئال مادرید برای بیستمین قهرمانی خود در کوپا دل ری در این مسابقه ۲–۱ پیروز شد.

## راه رسیدن به فینال
| رئال مادرید    | رئال مادرید      | گرد            | اوساسونا       | اوساسونا                   |
| -------------- | ---------------- | -------------- | -------------- | -------------------------- |
| حریف           | نتیجه            |                | حریف           | نتیجه                      |
| Bye            | Bye              | دور اول        | فوئنتس         | ۱–۴ (A)                    |
| Bye            | Bye              | دور دوم        | آرندو          | ۱–۳ (A)                    |
| کاسرنو         | ۰–۱ (A)          | دور ۳۲         | گیمناستیک      | ۱–۲ (و.ا.)) (الف)          |
| ویارئال        | ۲–۳ (A)          | دور ۱۶         | رئال بتیس      | ۲–۲ (۴–۲ پ) (A)            |
| اتلتیکو مادرید | ۱–۳ (و.ا.)) (H)  | یک چهارم نهایی | سویا           | ۱–۲ (و.ا.)) (H)            |
| بارسلونا       | ۱–۰ (H)، ۴–۰ (A) | نیمه نهایی     | اتلتیک بیلبائو | ۰–۱ (H)، ۱–۱ (و.ا.)) (الف) |

کلید: (H) = خانه؛ (اِ) = خارج از خانه